# Raffinerie de Tesla
La raffinerie de Tesla est une raffinerie de lithium en cours de construction à Robstown (Texas), à l'ouest de Corpus Christi.
La raffinerie produira de l'hydroxyde de lithium, constituant principal des batteries des véhicules électriques de Tesla.

## Histoire
Le début de la construction de l'usine est inauguré le 8 mai 2023 lors d'une cérémonie devant le site de construction, en présence d'Elon Musk et de Greg Abbott gouverneur du Texas,.
En parallèle, Tesla annonce des investissements dans le district scolaire Robstown Independent School District (en), afin de favoriser la création de talents dans la région.

## Implantation
La raffinerie se trouve à l'ouest de Corpus Christi au Texas.

## Production
La raffinerie est destinée à produire de l'hydroxyde de lithium.